# Формула-1 — Гран-прі Канади 1995
Гран-прі Канади 1995 (офіційно XXXIII Grand Prix Molson du Canada) — шостий етап чемпіонату світу 1995 року з автоперегонів Формула-1, що відбувся 11 червня 1995 року на автодромі імені Жиля Вільньова. Єдину перемогу в своїй кар'єрі на ньому здобув француз Жан Алезі.

## Перегони

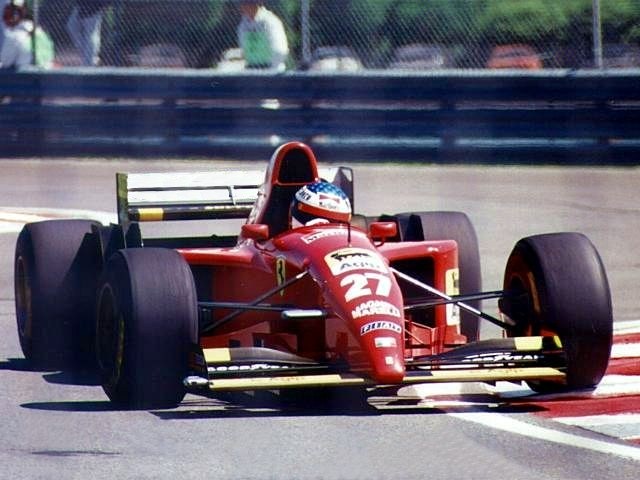
Жан Алезі на гран-прі Канади

| Поз  | №  | Країна          | Пілот                  | Конструктор        | Кола | Час             | Старт | Очки |
| ---- | -- | --------------- | ---------------------- | ------------------ | ---- | --------------- | ----- | ---- |
| 1    | 27 | Франція         | Жан Алезі              | Ferrari            | 68   | 1:44:54.171     | 5     | 10   |
| 2    | 14 | Бразилія        | Рубенс Баррікелло      | Jordan-Peugeot     | 68   | +31.687         | 9     | 6    |
| 3    | 15 | Велика Британія | Едді Ірвайн            | Jordan-Peugeot     | 68   | +33.270         | 8     | 4    |
| 4    | 26 | Франція         | Олів'є Паніс           | Ligier-Mugen-Honda | 68   | +36.506         | 11    | 3    |
| 5    | 1  | Німеччина       | Міхаель Шумахер        | Benetton-Renault   | 68   | +37.060         | 1     | 2    |
| 6    | 9  | Італія          | Джанні Морбіделлі      | Footwork-Hart      | 67   | +1 коло         | 13    | 1    |
| 7    | 4  | Фінляндія       | Міка Сало              | Tyrrell-Yamaha     | 67   | +1 коло         | 15    |      |
| 8    | 24 | Італія          | Лука Бадоер            | Minardi-Ford       | 67   | +1 коло         | 19    |      |
| 9    | 10 | Японія          | Такі Іноуе             | Footwork-Hart      | 66   | +2 кола         | 22    |      |
| 10   | 25 | Велика Британія | Мартін Брандл          | Ligier-Mugen-Honda | 61   | зіткнення       | 14    |      |
| 11   | 28 | Австрія         | Герхард Бергер         | Ferrari            | 61   | зіткнення       | 4     |      |
| Схід | 23 | Італія          | П'єрлуїджи Мартіні     | Minardi-Ford       | 60   | дроссель        | 17    |      |
| Схід | 22 | Бразилія        | Роберто Морено         | Forti-Ford         | 54   | паливна система | 23    |      |
| Схід | 5  | Велика Британія | Деймон Хілл            | Williams-Renault   | 50   | коробка передач | 2     |      |
| Схід | 7  | Велика Британія | Марк Бланделл          | McLaren-Mercedes   | 47   | двигун          | 10    |      |
| Схід | 3  | Японія          | Юкіо Катаяма           | Tyrrell-Yamaha     | 42   | двигун          | 16    |      |
| Схід | 16 | Франція         | Бертран Гашо           | Pacific-Ford       | 36   | акумулятор      | 20    |      |
| Схід | 30 | Німеччина       | Хайнц-Харальд Френтцен | Sauber-Ford        | 26   | двигун          | 12    |      |
| Схід | 21 | Бразилія        | Педро Дініц            | Forti-Ford         | 26   | коробка передач | 24    |      |
| Схід | 29 | Франція         | Жан-Крістоф Буйон      | Sauber-Ford        | 19   | розворот        | 18    |      |
| Схід | 17 | Італія          | Андреа Монтерміні      | Pacific-Ford       | 5    | коробка передач | 21    |      |
| Схід | 6  | Велика Британія | Девід Култхард         | Williams-Renault   | 1    | розворот        | 3     |      |
| Схід | 2  | Велика Британія | Джонні Херберт         | Benetton-Renault   | 0    | зіткнення       | 6     |      |
| Схід | 8  | Фінляндія       | Міка Хаккінен          | McLaren-Mercedes   | 0    | зіткнення       | 7     |      |

## Кола лідирування
- 1—57 — Міхаель Шумахер
- 58—68 — Жан Алезі

## Положення в чемпіонаті після Гран-прі
| Поз | Пілот           | Очки |
| --- | --------------- | ---- |
| 1   | Міхаель Шумахер | 36   |
| 2   | Деймон Хілл     | 29   |
| 3   | Жан Алезі       | 24   |
| 4   | Герхард Бергер  | 17   |
| 5   | Джонні Херберт  | 12   |

| Поз | Конструктор      | Очки |
| --- | ---------------- | ---- |
| 1   | Ferrari          | 41   |
| 2   | Benetton-Renault | 38   |
| 3   | Williams-Renault | 32   |
| 4   | Jordan-Peugeot   | 12   |
| 5   | McLaren-Mercedes | 8    |

- Примітка: Тільки 5 позицій включені в обидві таблиці.